# Selje
Selje était une kommune de Norvège. Elle est située dans le comté de Sogn og Fjordane.
Selje a fusionné le 1er janvier 2020 avec la commune de Eid pour former la nouvelle commune de Stad.

## Histoire
C'est dans cette localité que trouva refuge sainte Sunniva de Selje. Elle figure sur le blason de la ville.

## Transports
La commune dirige le projet du tunnel maritime de Stad, un canal souterrain au gabarit record de seize mille tonneaux.